# Maria di Rohan
Maria di Rohan es una ópera trágica en tres actos con música de Gaetano Donizetti y libreto en italiano de Salvatore Cammarano, basado en Un duel sous le cardinal de Richelieu, de Lockroy y Edmond Badon. Se estrenó en el Kärntnertortheater de Viena el 5 de junio de 1843.
En las estadísticas de Operabase aparece con sólo 3 representaciones en el período 2005-2010.

## Personajes
| Personaje                                                                          | Tesitura | Reparto del estreno, 5 de junio de 1843 |
| ---------------------------------------------------------------------------------- | -------- | --------------------------------------- |
| Maria, condesa de Rohan                                                            | soprano  | Eugenia Tadolini                        |
| Riccardo, conde de Chalais                                                         | tenor    | Carlo Guasco                            |
| Enrico, duque de Chevreuse                                                         | barítono | Giorgio Ronconi                         |
| Armando di Gondì                                                                   | tenor    | Michele Novaro                          |
| El vizconde de Suze                                                                | bajo     | Friedrich Becher                        |
| de Fiesque                                                                         | bajo     | Gustav Hölzel                           |
| Aubry, secretario de Chalais                                                       | tenor    | Anton Müller                            |
| Un familiar de Chevreuse                                                           | bajo     |                                         |
| Caballeros, el gabinete del rey, pajes, guardias y criados domésticos de Chevreuse |          |                                         |